# Родимцев Олександр Ілліч
Роди́мцев Олекса́ндр Іллі́ч (рос. Родимцев, Александр Ильич; 8 березня 1905 — 13 квітня 1977, Москва) — радянський воєначальник, генерал-полковник (1961), двічі Герой Радянського Союзу (1937, 1945).

## Біографія
Народився 8 березня 1905 року в селі Шарлик (нині Шарлицького району Оренбурзької області) в бідній селянській сім'ї. Росіянин. Член ВКП(б) /КПРС з 1929 року. У Червоній Армії з 1927 року. У 1932 закінчив Військову школу ім. ВЦІК, в 1939 році Родімцев закінчує Військову академію імені М. В. Фрунзе та в 1947 Вищі академічні курси при Військовій академії Генштабу (1947).
Майор Родімцев добровольцем брав активну участь у громадянській війні в Іспанії, бився під Ґвадалахарою, Брунете, Теруелем та на р. Харама. Звання Героя Радянського Союзу майорові О. І. Родімцеву присвоєне 22 жовтня 1937 року за зразкове виконання особливого завдання в Іспанії.
Після повернення з Іспанії командував кавалерійським полком, а після закінчення академії з травня 1939 був помічником командира кавалерійської дивізії. Брав участь у вторгненні СРСР до Польщі (1939).
У 1940 бере активну участь в агресії СРСР до Фінляндії.
У роки німецько-радянської війни О. І. Родімцев командував 5-ю повітряно-десантною бригадою 3-го повітряно-десантного корпусу (5-та, 6-та, 212-та пдбр), яка в 1941 брала участь в обороні Києва (червень — листопад 1941).

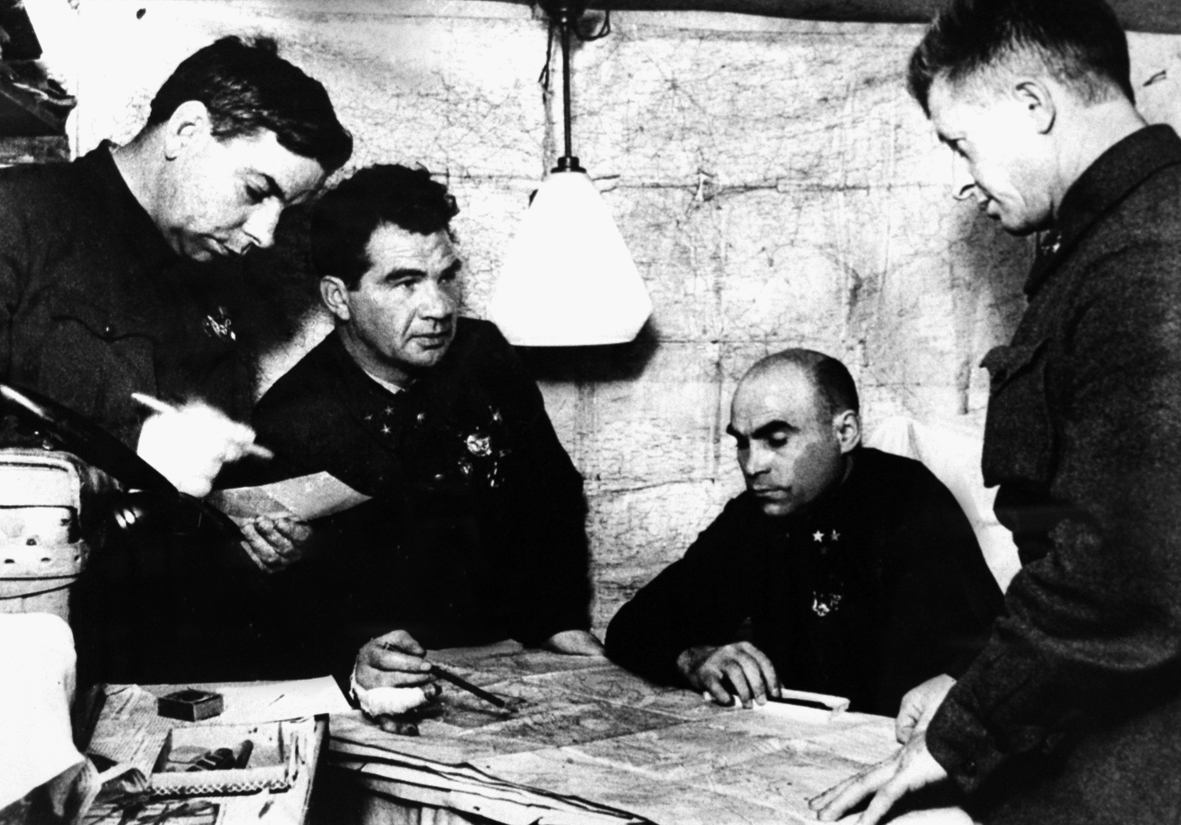
Командний пункт 62-ї армії: начальник штабу армії М. І. Крилов, командувач армією В. І. Чуйков, член військової ради К. А. Гуров, командир 13-й гв. стрілецької дивізії О. І. Родимцев, грудень 1942 р.

6 листопада 1941 управління 5-ї пдбр було переформоване на управління 87-ї стрілецької дивізії, створеної з військ 3-го повітряно-десантного корпусу, яку очолив Родимцев. 19 січня 1942 87-ма стрілецька дивізія була переформована на 13-ту гвардійську стрілецьку дивізію. 13-та гвардійська стрілецька дивізія (згодом — 13-та Полтавська ордена Леніна двічі Червонопрапорна гвардійська стрілецька дивізія) увійшла до складу 62-ї армії, що брала участь у битві за Сталінград.
З травня 1943 року генерал-майор Родимцев — командир 32-го гвардійського стрілецького корпусу, з яким дійшов до столиці Чехословаччини — Праги. Воював на Південно-Західному, Донському, Сталінградському, Степовому, Воронезькому, 2-му та 1-м Українських фронтах. Брав участь в Курської битвах, в звільненні Лівобережної і Правобережної України, в розгромі німецьких військ в Західній Україні, Польщі, в Нижньо-Сілезькій, Берлінської і Празькій операціях.
Другої медалі «Золота Зірка» командир 32-го гвардійського стрілецького корпусу гвардії генерал-лейтенант Родимцев удостоєний 2 червня 1945 року за уміле керівництво військами при форсуванні річки Одер 25 січня 1945 в районі населеного пункту Лінден (Польща), особистий героїзм і мужність.
Після закінчення Вищих академічних курсів при Академії Генерального штабу, був командиром з'єднання, помічником командира військами Східно-Сибірського військового округу, головним військовим радником і військовим аташе в Албанії.
З листопада 1956 року продовжує службу у військах. З березня 1966 року — в групі генеральних інспекторів МО СРСР.
Обирався депутатом Верховної Ради РРФСР другого скликання і депутатом Верховної Ради СРСР третього скликання.
О. І. Родимцев помер у Москві 13 квітня 1977. Похований на Новодівичому кладовищі (ділянка 9).

## Праці, мемуари
- «Под небом Испании»
- «На последнем рубеже. Записки командира дивизии»
- «Люди легендарного подвига»
- «Гвардейцы стояли насмерть»
- «Твои, Отечество, сыны»
- «Машенька из Мышеловки» (за ними був знятий фільм «Немає невідомих солдатів»)
- «На берегах Мансанареса и Волги»
- «Добровольцы-интернационалисты»

## Пам'ять
Бронзовий бюст генерала О. І. Родімцева встановлений на його батьківщині, меморіальні дошки — в Москві і Волгограді; ім'ям Родімцева названі вулиці у Волгограді, Оренбурзі. В місті Первомайську Миколаївської області є вулиця Гвардійців Родімцева.